# Вазал
Вазал био је средњовековни племић и феудалац који се налазио у двострано обвезујућем односу са својим надређеним господарем и феудалцем. Тај двострано обвезујући однос називао се вазалско-сениорски однос. Реч вазал потиче од келтске речи gwas која је означавала младог мушког роба и од њене латинске изведенице vassus.

## Појам и садржај
Вазалско-сениорски однос био је доживотни однос верности двоје слободних људи, надређеног и подређеног, у којем је свака страна преузимала одређене обавезе. 
Сениор или надређени господар обавезивао се да ће свом вазалу пружати заштиту што је подразумевало физичку заштиту од напада са стране, заштиту на суду, давање земљишног поседа (феуда), а често и хране, одеће или стана. 
Вазал је био у обавези да буде подређен и послушан господару, и да за њега врши разне службе као што је на пример војна служба у случају да је господар у рату. Вазал је такође могао да буде у вазалско-сениорском односу према нижем феудалцу, овог пута у својству господара. Све те обавезе биле су утврђене вазалским уговором а однос је настајао вазалском присегом која је укључивала и религиозне садржаје.
Врховни господар и сениор на одређеном подручју био је монарх који је био врховни феудалац и који је својим вазалима додељивао највеће земљишне посједе у замену за верност круни. Најмање земљишне поседе имали су најнижи вазали у хијерархији, ситни племићи који су понекад на ситном земљопоседу имали само неколико кметова, а било је и много вазала, такозваних витезова – ратника беземљаша, који су били на дну племићке и вазалске хијерархије.

## Корени и развој вазалства
Развој вазалског односа почиње у раном средњем веку а корени му се налазе у германским племенским друштвима која је описао Тацит у свом делу „Германија”. Основна јединица тог друштва је било племе на чијем челу је био поглавица, а ратници тог племена имали су задатак да буду лојални свом поглавици. 
Системски се почиње развијати у 7. веку када се слободни људи (будући вазали) почињу груписати око племенског вође (који су били зачетак нових средњовековних монарха) очекујући поделу плена који је настао пљачком и ратовањем, а све како би се могли хранити, одевати и наоружавати за нове пљачкашке акције. Сви ти вазали били су поглавичини заклети телохранитељи чији је статус зависио од статуса поглавице. 
Карло Велики је вазалство и лојалност почео награђивати земљишним поседима, а само вазалство се различито развијало у појединим деловима средњовековне Европе. 
Развојем новчарства, трговине и градова, и замирањем средњовековног начина живота, укидањем кметства и феудализма и зависности друштва од земљорадње, вазалство постепено почиње нестајати. Као анахронизам вазалство се у понеким деловима Европе задржало и до 18. века.